# Keramátes
Keramátes är en ort i Grekland.   Den ligger i prefekturen Nomós Ártas och regionen Epirus, i den centrala delen av landet, 270 km nordväst om huvudstaden Aten. Keramátes ligger 11 meter över havet och antalet invånare är 446.
Terrängen runt Keramátes är platt åt sydväst, men åt nordost är den kuperad.Runt Keramátes är det ganska tätbefolkat, med 67 invånare per kvadratkilometer. Närmaste större samhälle är Arta, 3,3 km norr om Keramátes. Omgivningarna runt Keramátes är en mosaik av jordbruksmark och naturlig växtlighet.